# Giardomyia menthae
Giardomyia menthae är en tvåvingeart som beskrevs av Ephraim Porter Felt 1908. Giardomyia menthae ingår i släktet Giardomyia och familjen gallmyggor.
Artens utbredningsområde är New York. Inga underarter finns listade i Catalogue of Life.